# Dusona longiabdominalis
Dusona longiabdominalis är en stekelart som först beskrevs av Tohru Uchida 1932.  Dusona longiabdominalis ingår i släktet Dusona och familjen brokparasitsteklar. Inga underarter finns listade i Catalogue of Life.